# Limbadi
Limbadi (tiếng Hy Lạp: Lymbados) là một đô thị ở tỉnh Vibo Valentia trong vùng Calabria, có cự ly khoảng 70 km về phía tây namcủa Catanzaro và khoảng 15 km về phía tây namcủa Vibo Valentia. Tại thời điểm ngày 31 tháng 12 năm 2004, đô thị này có dân số 3.688 người và diện tích là 28,9 km².
Đô thị Limbadi có các frazioni (đơn vị trực thuộc, chủ yếu là các làng) Badia di Limbadi, Caroni, Mandaradoni, Motta Filocastro, và San Nicola De Legistis.
Limbadi giáp các đô thị: Candidoni, Nicotera, Rombiolo, San Calogero, Spilinga.